# 천야변
천야변(天野邊, 1981년~)은 대한민국의 SF 작가이다.
일본에 거주하고 있는 재일 한국인이며, 2018년에 일본 SF 신인상을 수상했다.